# Hooglandwever
De hooglandwever (Ploceus melanogaster) is een zangvogel uit de familie Ploceidae (wevers en verwanten).

## Verspreiding en leefgebied
Deze soort telt 2 ondersoorten:
- P. m. melanogaster: zuidoostelijk Nigeria, zuidwestelijk Kameroen en het eiland Bioko.
- P. m. stephanophorus: zuidelijk Soedan en oostelijk Congo-Kinshasa tot Oeganda, Rwanda, Burundi en Kenia.